# Brule (Wisconsin)
Brule es un lugar designado por el censo ubicado en el condado de Douglas en el estado estadounidense de Wisconsin. En el Censo de 2010 tenía una población de 254 habitantes y una densidad poblacional de 36,63 personas por km².

## Geografía
Brule se encuentra ubicado en las coordenadas 46°33′30″N 91°34′15″O / 46.55833, -91.57083. Según la Oficina del Censo de los Estados Unidos, Brule tiene una superficie total de 6.93 km², de la cual 6.93 km² corresponden a tierra firme y (0%) 0 km² es agua.

## Demografía
Según el censo de 2010, había 254 personas residiendo en Brule. La densidad de población era de 36,63 hab./km². De los 254 habitantes, Brule estaba compuesto por el 95.28% blancos, el 0% eran afroamericanos, el 0.39% eran amerindios, el 0% eran asiáticos, el 0% eran isleños del Pacífico, el 0% eran de otras razas y el 4.33% pertenecían a dos o más razas. Del total de la población el 0% eran hispanos o latinos de cualquier raza.